# Gabinetto presidenziale (Turchia)
Il Gabinetto presidenziale (in turco Cumhurbaşkanlığı Kabinesi) è il nome con cui vengono definiti collettivamente il Presidente e i ministri della Turchia, titolari del Potere esecutivo.
Si tratta del successore del preesistente Consiglio dei ministri, abolito con la riforma del 2018, sebbene non si tratti di un organo costituzionale.

## Composizione
Il gabinetto è presieduto dal Presidente della Turchia, che dispone di un solo vice che siede anch'egli nel gabinetto, ed è composto dai ministri.

### Composizione attuale (2023-)
| Presidenza |                                    | |               |               |               |
| Membro     | Membro                             | Titolare                                                                                              | Simbolo       | Dal           | Al            |
|            | Recep Tayyip Erdoğan (AKP)         | Presidente Cumhurbaşkanı                                                                              |               | 3 giugno 2023 | in carica     |
|            | Cevdet Yılmaz (AKP)                | Vicepresidente Cumhurbaşkanı Yardımcısı                                                               | —             | 4 giugno 2023 | in carica     |
| Ministri   |                                    | |               |               |               |
| Membro     | Membro                             | Titolare                                                                                              | Simbolo       | Dal           | Al            |
|            | Yılmaz Tunç (AKP)                  | Ministro della Giustizia Adalet Bakanlığı                                                             |               | 4 giugno 2023 | in carica     |
|            | Mahinur Özdemir (Indipendente)     | Ministro della Famiglia e dei Servizi sociali Aile ve Sosyal Hizmetler Bakanlığı                      |               | 4 giugno 2023 | in carica     |
|            | Vedat Işıkhan (Indipendente)       | Ministro del Lavoro e della Sicurezza sociale Çalışma ve Sosyal Güvenlik Bakanlığı                    |               | 4 giugno 2023 | in carica     |
|            | Mehmet Özhaseki (AKP)              | Ministro dell'Ambiente, dell'Urbanizzazione e del Cambiamento climatico Çevre ve Şehircilik Bakanlığı |               | 4 giugno 2023 | 2 luglio 2024 |
|            | Murat Kurum (AKP)                  | Ministro dell'Ambiente, dell'Urbanizzazione e del Cambiamento climatico Çevre ve Şehircilik Bakanlığı | 2 luglio 2024 | in carica     |               |
|            | Hakan Fidan (Indipendente)         | Ministro degli Affari esteri Dışişleri Bakanlığı                                                      |               | 4 giugno 2023 | in carica     |
|            | Alparslan Bayraktar (Indipendente) | Ministro dell'Energia e delle Risorse naturali Enerji ve Tabii Kaynaklar Bakanlığı                    |               | 4 giugno 2023 | in carica     |
|            | Osman Aşkın Bak (AKP)              | Ministro della Gioventù e dello Sport Gençlik ve Spor Bakanlığı                                       |               | 4 giugno 2023 | in carica     |
|            | Mehmet Şimşek (AKP)                | Ministro del Tesoro e delle Finanze Hazine ve Maliye Bakanlığı                                        |               | 4 giugno 2023 | in carica     |
|            | Ali Yerlikaya (Indipendente)       | Ministro dell'Interno İçişleri Bakanlığı                                                              |               | 4 giugno 2023 | in carica     |
|            | Mehmet Nuri Ersoy (Indipendente)   | Ministro della Cultura e del Turismo Kültür ve Turizm Bakanlığı                                       |               | 4 giugno 2023 | in carica     |
|            | Yusuf Tekin (Indipendente)         | Ministro dell'Istruzione nazionale Millî Eğitim Bakanlığı                                             |               | 4 giugno 2023 | in carica     |
|            | Yaşar Güler (Indipendente)         | Ministro della Difesa nazionale Millî Savunma Bakanlığı                                               |               | 4 giugno 2023 | in carica     |
|            | Fahrettin Koca (Indipendente)      | Ministro della Salute Sağlık Bakanlığı                                                                |               | 4 giugno 2023 | in carica     |
|            | Mehmet Fatih Kacır (Indipendente)  | Ministro dell'Industria e della Tecnologia Sanayi ve Teknoloji Bakanlığı                              |               | 4 giugno 2023 | in carica     |
|            | İbrahim Yumaklı (Indipendente)     | Ministro delle Politiche Agricole e Forestali Tarım ve Orman Bakanlığı                                |               | 4 giugno 2023 | in carica     |
|            | Ömer Bolat (AKP)                   | Ministro del Commercio Ticaret Bakanlığı                                                              |               | 4 giugno 2023 | in carica     |
|            | Abdulkadir Uraloğlu (Indipendente) | Ministro dei Trasporti e delle Infrastrutture Ulaştırma ve Altyapı Bakanlığı                          |               | 4 giugno 2023 | in carica     |

### Prima Amministrazione Erdoğan (2018-2023)
| Presidenza |                                    | |                 |                  |                 |
| Membro     | Membro                             | Titolare | Simbolo         | Dal              | Al              |
|            | Recep Tayyip Erdoğan (AKP)         | Presidente Cumhurbaşkanı                                                                                          |                 | 28 agosto 2014   | 3 giugno 2023   |
|            | Fuat Oktay (AKP)                   | Vicepresidente Cumhurbaşkanı Yardımcısı                                                                           | —               | 10 luglio 2018   | 3 giugno 2023   |
| Ministri   |                                    | |                 |                  |                 |
| Membro     | Membro                             | Titolare | Simbolo         | Dal              | Al              |
|            | Abdulhamit Gül (AKP)               | Ministro della Giustizia Adalet Bakanlığı                                                                         |                 | 10 luglio 2018   | 28 gennaio 2022 |
|            | Bekir Bozdağ (AKP)                 | Ministro della Giustizia Adalet Bakanlığı                                                                         | 28 gennaio 2022 | 3 giugno 2023    |                 |
|            | Zehra Zümrüt Selçuk (Indipendente) | Ministro della Famiglia, del Lavoro e dei Servizi sociali Aile, Çalışma ve Sosyal Hizmetler Bakanlığı (soppresso) |                 | 10 luglio 2018   | 21 aprile 2021  |
|            | Derya Yanık (AKP)                  | Ministro della Famiglia e dei Servizi sociali Aile ve Sosyal Hizmetler Bakanlığı (istituito)                      |                 | 21 aprile 2021   | 3 giugno 2023   |
|            | Vedat Bilgin (AKP)                 | Ministro del Lavoro e della Sicurezza sociale Çalışma ve Sosyal Güvenlik Bakanlığı (istituito)                    |                 | 21 aprile 2021   | 3 giugno 2023   |
|            | Murat Kurum (AKP)                  | Ministro dell'Ambiente, dell'Urbanizzazione e del Cambiamento climatico Çevre ve Şehircilik Bakanlığı             |                 | 10 luglio 2018   | 3 giugno 2023   |
|            | Mevlüt Çavuşoğlu (AKP)             | Ministro degli Affari esteri Dışişleri Bakanlığı                                                                  |                 | 24 novembre 2015 | 3 giugno 2023   |
|            | Fatih Dönmez (AKP)                 | Ministro dell'Energia e delle Risorse naturali Enerji ve Tabii Kaynaklar Bakanlığı                                |                 | 10 luglio 2018   | 3 giugno 2023   |
|            | Mehmet Kasapoğlu (AKP)             | Ministro della Gioventù e dello Sport Gençlik ve Spor Bakanlığı                                                   |                 | 10 luglio 2018   | 3 giugno 2023   |
|            | Berat Albayrak (AKP)               | Ministro del Tesoro e delle Finanze Hazine ve Maliye Bakanlığı                                                    |                 | 10 luglio 2018   | 9 novembre 2020 |
|            | Lütfi Elvan (AKP)                  | Ministro del Tesoro e delle Finanze Hazine ve Maliye Bakanlığı                                                    | 9 novembre 2020 | 2 dicembre 2021  |                 |
|            | Nureddin Nebati (AKP)              | Ministro del Tesoro e delle Finanze Hazine ve Maliye Bakanlığı                                                    | 2 dicembre 2021 | 3 giugno 2023    |                 |
|            | Süleyman Soylu (AKP)               | Ministro dell'Interno İçişleri Bakanlığı                                                                          |                 | 31 agosto 2016   | 3 giugno 2023   |
|            | Mehmet Nuri Ersoy (Indipendente)   | Ministro della Cultura e del Turismo Kültür ve Turizm Bakanlığı                                                   |                 | 10 luglio 2018   | 3 giugno 2023   |
|            | Ziya Selçuk (Indipendente)         | Ministro dell'Istruzione nazionale Millî Eğitim Bakanlığı                                                         |                 | 10 luglio 2018   | 6 agosto 2021   |
|            | Mahmut Özer (AKP)                  | Ministro dell'Istruzione nazionale Millî Eğitim Bakanlığı                                                         | 6 agosto 2021   | 3 giugno 2023    |                 |
|            | Hulusi Akar (AKP)                  | Ministro della Difesa nazionale Millî Savunma Bakanlığı                                                           |                 | 10 luglio 2018   | 3 giugno 2023   |
|            | Prof. Dr. Kemal Memişoğlu (AKP)    | Ministro della Salute Sağlık Bakanlığı                                                                            |                 | 2 luglio 2024    | In carica       |
|            | Mustafa Varank (AKP)               | Ministro dell'Industria e della Tecnologia Sanayi ve Teknoloji Bakanlığı                                          |                 | 10 luglio 2018   | 3 giugno 2023   |
|            | Bekir Pakdemirli (AKP)             | Ministro delle Politiche agricole e forestali Tarım ve Orman Bakanlığı                                            |                 | 10 luglio 2018   | 4 marzo 2022    |
|            | Vahit Kirişçi (AKP)                | Ministro delle Politiche agricole e forestali Tarım ve Orman Bakanlığı                                            | 4 marzo 2022    | 3 giugno 2023    |                 |
|            | Ruhsar Pekcan (Indipendente)       | Ministro del Commercio Ticaret Bakanlığı                                                                          |                 | 10 luglio 2018   | 21 aprile 2021  |
|            | Mehmet Muş (AKP)                   | Ministro del Commercio Ticaret Bakanlığı                                                                          | 21 aprile 2021  | 3 giugno 2023    |                 |
|            | Mehmet Cahit Turhan (Indipendente) | Ministro dei Trasporti e delle Infrastrutture Ulaştırma ve Altyapı Bakanlığı                                      |                 | 10 luglio 2018   | 28 marzo 2020   |
|            | Adil Karaismailoğlu (AKP)          | Ministro dei Trasporti e delle Infrastrutture Ulaştırma ve Altyapı Bakanlığı                                      | 28 marzo 2020   | 3 giugno 2023    |                 |